# Bound – Gefangen im Netz der Begierde
Bound – Gefangen im Netz der Begierde ist ein US-amerikanischer Erotik-Thriller aus dem Jahr 2015. Produziert wurde er von dem Produktionsstudio The Asylum als Mockbuster zu Fifty Shades of Grey aus dem gleichen Jahr.

## Handlung
Michelle ist die alleinerziehende Mutter ihrer 17-jährigen Tochter Dara. Sie arbeitet im Konzern ihres Vaters, in dem sie jedoch nicht gerade von ihrem ausschließlich männlichen Kollegium geachtet wird. Bei einem Restaurantbesuch lernt Michelle den jungen, attraktiven Ryan kennen. Es knistert zwischen den beiden und Ryan lädt sie zum Trinken ein. Noch im Restaurant verführt er Michelle und gibt ihr seine Nummer. Zunächst will Michelle Ryan nicht mehr sehen und wirft den Zettel, auf dem seine Nummer steht, in den Müll. Doch Ryan will ihr nicht mehr aus dem Kopf gehen; also entscheidet sie sich dazu, ihn anzurufen, und vereinbart ein Treffen mit ihm. Bei ihrem Wiedersehen macht Ryan Michelle unmissverständlich klar, dass er ihr Gebieter ist. Zu fasziniert von Ryans dunkler Seite, lässt sie sich zunächst auf das Spiel ein. Er bringt sie sogar dazu, Oralverkehr mit ihm auf dem Schreibtisch ihres Vaters zu haben. Immer mehr wird Michelle in die SM-Welt gezogen und bemerkt Ryans wahre Absichten nicht. Auf einer Benefizveranstaltung wird Michelle durch Ryan in eine unangenehme Situation gebracht, die sie fast den Job gekostet hätte. Sie erkennt endlich, dass Ryan ihr nicht gut tut, und beendet die Beziehung zu ihm. Als sie eines Abends nach Hause kommt, entdeckt sie Ryan, der seine dunklen Fantasien an Dara auslebt. Wutentbrannt wirft Michelle ihn aus dem Haus und tröstet ihre Tochter, die nicht wusste, dass ihre Mutter mit Ryan zusammen war. Als Michelle obszöne Nachrichten von Ryan erhält, fährt sie zu ihm und schlägt ihm ins Gesicht. Es kommt zu einem Kampf zwischen den beiden, in dem Michelle es schafft, Ryan zu überwältigen. Sie fesselt Ryan und foltert ihn. Sie zwingt ihn, sich von ihr und Dara fernzuhalten, und lässt ihn gefesselt zurück. Die letzte Szene des Films zeigt Michelle, die Jesse, einen Geschäftspartner, unterwirft. In der SM-Szene hat sie nicht nur ihre devote, sondern vor allem auch ihre dominante Seite entdeckt.

## Kritik
Auf filmdienst.de wurde der Film als „schamlose Billigvariante“ von Fifty Shades of Grey bezeichnet und ihm „biedere[r] Prüderie“ und „latente[r] Frauenfeindlichkeit“ vorgeworfen.